# Жангра, Ив
Ив Жангра (Жэнгра) (фр. Yves Gingras; род. 1954[…], Монреаль, Квебек) — историк, социолог науки из франкоговорящей части Канады.

## Биография
После получения степени магистра физики в университете Лаваля, в 1984 году защитил докторскую работу по истории и социополитике науки в университете Монреаля — под названием «Канадские физики: генеалогия социальной группы, 1850—1950» (опубл. в 1991 г. на французском и английском языках под названиями «Истоки научного исследования в Канаде: случай физиков» / «Физика и подъём научного исследования в Канаде»).
- 1984—1986 — постдокторская программа на отделении истории науки в Гарвардском университете.
- 2000 — Dibner Fellow в Дибнеровском институте по истории науки и технологии в Массачусетском технологическом институте.
- Много раз был приглашенным профессором во французских университетах. Является аффилированным профессором в Институте истории и философии науки и технологии в Торонто.
- С 1986 по настоящее время является профессором в университете Квебека в Монреале. Сначала работал на отделении социологии, затем — на отделении истории (с 1989).
- С 1986 является членном Центра индустриальных и технологических исследований и развития (CREDIT), основатель Межуниверситетского центра исследований науки и технологии (CIRST).
- В 1997 принял участие в создании Обсерватории наук и технологий (OST)  — организации, посвященной оценке науки, технологии и инновации. Жангра — научный руководитель OST, которая является частью CIRST.
- В 2001—2005 Жангра является директором CIRST.
- С 2005 полностью посвятил себя Канадской кафедре исследований в истории и социологии науки  (мандат истекал в 2010).
- С 1997 также ведет ежемесячную передачу Les années lumière на радио Канады.

В настоящее время Жангра преподает курсы Введение в историческое познание, Наука и техника в истории западных обществ, Наука и техника в истории Квебека, а также ведет докторский семинар.
К основных научным интересам Жангра в настоящее время относятся: формирование дисциплин, трансформация университетов с 1700 г., а также математизация наук.

### Награды
- 1988 — премия Мишель-Брюне (le prix Michel-Brunet) от Французского института истории Америки за книгу «История наук в Квебеке» (в соавторстве с Люком Шартраном и Реймоном Дюшесном).
- 2001 — премия Айвен Слейд (Ivan Slade Prize) от Британского общества истории науки за сочинение «Социальные и эпистемологические последствия математизации физики».
- 2005 — премия Жерара-Паризо (le prix Gérard-Parizeau)"за заслуги исключительного наследия и общественной деятельности в открытии огромного и трудного поля истории наук".
- 2007 — премия Жака-Руссо (prix Jacques-Rousseau) от Франкофонной ассоциации знания (ACFAS) за новаторство и развитие науки.

## Взгляды
Позиция Жангра в отношении социологии науки и проблемы анализа исторического развития науки проникнута естественнонаучными методологическими установками. К ним можно отнести, например, убежденность в единстве восприятия и объяснения с приоритетом физики (в широком смысле слова), представляя социологическое объяснение как попытку тотального объяснения закономерностей и механизмов функционирования Вселенной, включая взаимодействие механических деталей. В своих аргументах Жангра склонен редуцировать понятия (например «гетерогенность») к их физическим значениям как первичным. Он также отказывает социальной науке в эвристичности, отождествляя социологическое объяснение с естественнонаучным в его тотальности (таким образом, социальные науки представляют, по Жангра, часть «проблемы», а не её решение, а отношения социальных и естественных наук он описывает в понятия периферии и центра соответственно, поскольку «в неком первичном смысле можно сказать, что у естественнонаучного знания есть внешние референты». С естественнонаучной методологией также можно связать требование Жангра к «точному» объяснению связей в социальных процессах и «отчетливо сформулированным выводам». Признавая дискурсивную природу объяснений, Жангра тем не менее склонен противопоставлять понятия и «не видеть» диалектических взаимоотношений, участвующих в процессе создания науки, особенно в том, что касается сопредельных сфер социального и технического. В некоторых местах он также недвусмысленно отделяет социологическую истину от научной. В целом, стоит отметить значение, которое Жангра приписывает социологии: «социологический» в его интерпретации проявляется как «внешний» (вероятно, в соответствии с социологизмом Дюркгейма). Как подчеркивает сам Жангра, «ученые подчиняются правилам дисциплинарной подготовки, во многом определяющей их интеллектуальный горизонт».
Опираясь на данные методологические установки, Жангра определяет «обладание правотой в науке в данной конкретный момент» как располагание доказательствами, которые, учитывая структуру поля и уровень знаний на данный момент, не могут быть убедительно оспорены или заменены другими, способными завоевать одобрение большинства ученых, принадлежащих данному полю. Также Жангра подчеркивает, что «признание значения времени и аргументации ведет к историчной концепции знания, не оставляющей места вневременному критерию абсолютной истины, но и не приводящей к некой форме нигилистического релятивизма. Нет необходимости отрицать всякую эксплицитную отсылку к внешней реальности, которая накладывала бы на знание свои ограничения, утверждая, что социальная динамика регламентированной научной коммуникации внутри поля науки является единственным условием производства научного знания».
Для понимания взглядов Жангра важно также следующее его утверждение: «„Социальные факторы“ являются особым продуктом профессиональной деятельности социологов, стремящихся установить новые типы измерений в своих институциях. Они дают различные определения тому, что удерживает нас всех вместе. Они называют это „обществом“ и пытаются навязать свои дефиниции как можно большему числу людей, проникая в как можно более число профессиональных занятий…». Таким образом, Жангра особым образом сочетает критику в рамках социологии науки и социологии социологии с позиции наблюдателя с латентными естественнонаучными методологическими установками в отношении знания.
Объектом критики Жангра стали, прежде всего, взгляды Латура и Каллона о невозможности различения социального и технического. Жангра критикует, прежде всего: 1) постулат о неразличимости факторов в анализе развития науки; 2) неиерархизированность факторов (социальных, технических, экономических, политических) в данном анализе.
Жангра указывает на несоответствие программных постулатов Латура и Каллона, заявляемое в качестве методологической установки, существу проводимого их сторонниками анализа («Как следует реагировать на многочисленные утверждения, заполняющие вступления и заключения к множеству текстов, которые при этом не находят применения в их основной части?»). Это несоответствие, на его взгляд, ярко отражается в избыточном оперировании «оруэлловским новоязом», как он определяет понятия сети акторов или гетерогенной инженерии. Жангра утверждает, что заявляемая теоретическая рамка во многих научных текстах данного направления не выдерживается, и в результате «использование метафор „ассоциаций“ или „аттракции“ устанавливает риторическую связь между „актантами“, плохо скрывая стоящий за ними реалистический подход». Причина этого, как он считает, исходит из неразличения онтологического, эпистемологического и методологического уровней неразличения различных факторов анализируемого процесса.
В своей аргументации Жангра также представляет социальное и техническое как два локуса в едином пространстве, а не две диалектически связанные логики действия (рассуждения о том, что «политика приводит к технологии, а технология к политике», он отождествляет с высказыванием о том, что расследование ведет из Парижа в Лондон, и наоборот, тем самым во многом редуцируя подразумеваемые смыслы).
Жангра указывает на непонимание со стороны инженерного дискурса энтузиазма со стороны социологов по поводу обращения социологов к естественным наукам как источнику и фактору социальных процессов. Однако Жангра критикует и сам дискурс социологов, называет его «искусством каламбура, заменяющим размышление». Рассматривая проблему отождествления языка социального актора и наблюдателя социального процесса, Жангра, в целом, выступает против феноменологии. По его мнению, концепты социологов «должны ч'тко различаться с категориями, используемыми самими агентами». Критикует Жангра и теорию контингентности научных открытий как выросшую из наблюдений на микроуровне, где якобы «невозможно избавиться от ощущения, что каждая партия уникальна».
В качестве выхода из сложившейся ситуации Жангра предлагает «заменить туманные ссылки на „социологию“, „социологов“ или на „общество“ тщательным анализом самого содержания работ, опубликованных нашими коллегами», тем самым обращаясь как раз от традиции к дискурсивному обсуждению, которое, по Жангра, должно принимать вид интерсубъективного согласия.
Таким образом, Ив Жангра демонстрирует своё радикальное несогласие с современной социальной мыслью в лице Латура и Каллона на уровне стиля исследования социологии науки, утверждая, что «щегольство, шарм и заразительное остроумие более уместны в мире моды, чем в социологии», несмотря на то, что социология, как и мода, является частью общества.

## Избранная библиография
- Histoire des sciences au Québec («История наук в Квебеке», 1987, совместно с Luc Chartrand и Raymond Duchesne)
- Les origines de la recherche scientifique au Canada : le cas des physiciens («Истоки научного исследования в Канаде: случай физиков», 1991)
- Du scribe au savant. Les porteurs du savoir de l’Antiquité à la Révolution industrielle («От переписчика до ученого. Носители знания с античности до промышленной революции», 1998, совместно с Peter Keating и Camille Limoges)
- The Social and Epistemological Consequences of the Mathematization of Physics (2005)
- Éloge de l’homo techno-logicus («Похвала homo techno-logicus», 2005)
- Nobel by association: beautiful mind, non-existent prize
- Science and mysticism: a tainted embrace
- Un air de radicalisme. Sur quelques tendances récentes en sociologie de la science et de la technologie // Actes de la recherche en sciences sociales. 1995. № 108. P. 3-17.
  - Мотив радикализма. О некоторых новых тенденциях в социологии науки и технологии // Журнал социологии и социальной антропологии, 2004, Том VII, № 5, С. 75-98.
- Ив Жэнгра Социология науки = Sociologie des sciences. (2013) — М.: Изд. дом Высшей школы экономики, 2017. — 112 с. — ISBN 978-5-7598-1526-6